# Hueypoxtla (municipalité)
Pour les articles homonymes, voir Hueypoxtla (homonymie).

L'église de Saint Barthélemy à la Ville de Hueypoxtla.

Hueypoxtla (mot d'origine nahuatl) est l'une de 125 municipalités de l'État de Mexico au Mexique.
Hueypoxtla confine au nord et à l'ouest à l'État d'Hidalgo (Tizayuca, Tolcayuca, San Agustín Tlaxiaca et Ajacuba), au sud à Zumpango, au sud-ouest à Tequixquiac, au c'à Hueypoxtla et à l'ouest à la municipalité d'Apaxco.
Son chef-lieu est Ville de Hueypoxtla qui compte 11,000 habitants, à l'intérieur de la municipalité le lieu habité de Santa María Ajoloapan existe, ils appartiennent aussi à la municipalité).